# Pasilobus hupingensis
Pasilobus hupingensis là một loài nhện trong họ Araneidae.
Loài này thuộc chi Pasilobus. Pasilobus hupingensis được Chang-Min Yin, Bao & Joo-Pil Kim miêu tả năm 2001.